# Sandro Nicolas
Alessandro Heinrich Rütten, né le 4 octobre 1996 à Heinsberg), plus connu sous le nom de Sandro Nicolas, est un chanteur allemand d'origine grecque et américaine. Il aurait dû représenter Chypre au concours Eurovision de la chanson 2020.

## Carrière
Sandro est né à d'une mère grecque et d'un père américain. Il a été élevé en Allemagne, où il a commencé sa carrière dans la musique.
En 2015, il a auditionné pour le spectacle télévisé Das Supertalent. En 2018, il participe à la saison 8 de The Voice of Germany. Il a interprété « In My Blood » de Shawn Mendes lors des auditions à l'aveugle, et les quatre entraîneurs se sont tournés vers lui. Il a été éliminé à l'étape suivante des Sing Off.
En 2019, Sandro a représenté les États-Unis au concours New Wave à Sotchi, en Russie, et a terminé au 6e rang. Le 29 novembre 2019, le radiodiffuseur chypriote CyBC révèle que Sandro représentera Chypre au concours Eurovision de la chanson 2020 à Rotterdam, aux Pays-Bas.